# Hikikomori
Als Hikikomori (hiku: sich zurückziehen, komoru: sich verschließen; japanisch ひきこもり, 引き籠もり oder 引き篭り) bzw. als shakaiteki hikikomori (sozialer Rückzug) werden in Japan Menschen bezeichnet, die sich in der Regel freiwillig in ihrer Wohnung oder ihrem Zimmer einschließen und den Kontakt zur Gesellschaft auf ein Minimum reduzieren. Der Begriff bezieht sich sowohl auf das soziale Phänomen als auch auf die Betroffenen selbst, bei denen die Merkmale sehr unterschiedlich ausgeprägt sein können.

## Definition und Größenordnung
Das japanische Gesundheitsministerium definiert als Hikikomori eine Person, die sich mindestens sechs Monate aus der Familie und der Gesellschaft zurückzieht. Es gibt allerdings auch Fälle, in denen Hikikomori Jahre oder sogar Jahrzehnte in selbst gewählter sozialer Isolation bleiben. Die meisten Hikikomori sind männlich.

Hikikomori wird vom japanischen Ministerium für Gesundheit, Arbeit und Soziales (MHLW) in seinen Richtlinien für Hikikomori definiert als:
„Ein Phänomen, bei dem Personen zu Einsiedlern in ihren eigenen Häusern werden und verschiedene soziale Situationen für mindestens sechs Monate meiden (zum Beispiel den Schulbesuch, Arbeiten, soziale Interaktionen außerhalb des Hauses usw.). Sie können ohne jeglichen sozialen Kontakt ausgehen. Im Prinzip gilt Hikikomori als eine nicht-psychotische Erkrankung, die sich vom sozialen Rückzug aufgrund positiver oder negativer Symptome einer Schizophrenie unterscheidet. Es besteht jedoch die Möglichkeit einer zugrunde liegenden prodromalen Schizophrenie.“
Beschrieben wurde das Phänomen erstmals 1998 durch den japanischen Psychologen Tamaki Saitō, der auch den Begriff prägte. Er ging davon aus, dass es in Japan mit ca. 127 Millionen Einwohnern mehr als eine Million Hikikomori gibt. Eine Internetumfrage des Fernsehsenders NHK führt für 2013 zu einer Schätzung von 1,6 Mio. Betroffenen. In Schätzungen der japanischen Behörden von 2019 werden über eine Million Einwohner angegeben, die sich der Gruppe der Hikikomori zurechnen lassen. Davon sind 613.000 Betroffene zwischen 40 und 64 Jahre alt.

## Das Phänomen in Japan
Ein Hikikomori beginnt üblicherweise als Schulverweigerer (登校拒否, tōkōkyohi). Junge japanische Erwachsene fühlen sich von den hohen Erwartungen, die die Gesellschaft an sie hat, häufig überfordert. Versagensangst und das Fehlen eines ausgeprägten Honne und Tatemae (grob übersetzt die Fähigkeit, zwischen „wahrem Ich“ und „öffentlichem Gesicht“ zu unterscheiden und mit den täglichen Paradoxien des Erwachsenenlebens umzugehen) drängen sie in die Isolation. So argumentiert der klinische Psychologe Nicolas Tajan in seinem Buch Mental Health and Social Withdrawal in Contemporary Japan (2021): 
„[…] obwohl das Phänomen gesellschaftlich inakzeptabel ist, ist es nicht homogen und kann nicht als psychische Störung angesehen werden, sondern als eine Ausdrucksform der Not, eine passive und wirksame Möglichkeit, den vielen großen Belastungen der japanischen Schulbildung und der Gesellschaft im weiteren Sinne zu widerstehen.“ 

### Einflussfaktoren
Als Gründe für die Beständigkeit des Phänomens Hikikomori in Japan werden insbesondere drei Faktoren angegeben:
1. Finanzielle Situation: Die wohlhabende Mittelschicht in Japan hat die finanziellen Möglichkeiten, auch ein erwachsenes Kind noch angemessen zu versorgen. Bei finanziell schlechter gestellten Familien treten die Kinder dagegen früher ins Arbeitsleben ein.
2. Familiäre Verhältnisse: Eltern erkennen oft die beginnende Isolation ihres Kindes nicht oder reagieren nicht angemessen darauf. Auch gelten Eltern-Kind-Beziehungen in Japan seit langem als weniger ödipal als in westlichen Gesellschaften und sind durch einen abwesenden Vater und eine extrem lange und enge Bindung zur Mutter gekennzeichnet, wie sie in der Mutter-Sohn-Beziehung auftritt (in Japan als Amae bezeichnet).[13] Auch dies beeinträchtigt potenziell die Selbstständigkeit der Jugendlichen.

### Japanisches Schulsystem
Das moderne japanische Schulsystem verlangt von seinen Schülern viel Arbeit und ist sehr stark auf Auswendiglernen ausgerichtet. Schon in den 1960er-Jahren begann man, in jeder Stufe des Schulsystems, auch in der Vorschule, Aufnahmeprüfungen einzuführen. Zur Vorbereitung auf die Aufnahmeprüfung einer Universität nehmen sich manche Prüflinge ein ganzes Jahr Zeit. Erst 1996 wurden vom Bildungsministerium Gegenmaßnahmen eingeleitet, um den Schülern mehr kreativen Freiraum zu geben und die Schulwoche von sechs auf fünf Tage und den Tagesplan um zwei Fächer zu kürzen. Die neuen Lehrpläne orientieren sich mehr an westlichen Schulsystemen. Diese Änderungen kamen jedoch sehr spät: Ehrgeizige Eltern schicken ihre Kinder seither vermehrt auf Privatschulen, um dem „laxen“ System der öffentlichen Schulen zu entkommen.
Auch von Mitschülern wird Druck auf einzelne Schüler ausgeübt. Gründe für dieses Ijime (besondere Form des Mobbings in Japan) können Aussehen, schulische und sportliche Leistungen sowie Ethnie, soziale Herkunft oder sogar längere Aufenthalte im Ausland sein.

### Verhalten der Eltern
Einen Hikikomori in der Familie zu haben, ist in Japan mit einem starken Stigma behaftet. So sind in Japan penible Nachforschungen über die Lebensumstände eines künftigen Ehemanns oder einer Ehefrau verbreitet und ein Hikikomori in der Familie wird als Belastung angesehen, denn nach dem Tod der Eltern müssten Geschwister für den Hikikomori finanziell aufkommen. Hinzu kommt der schlechte Ruf der Hikikomori. So wurde die japanische Öffentlichkeit 2004 durch mehrere Tötungsdelikte aufgeschreckt, weil Hikikomori im Streit ihre Eltern umgebracht hatten.
Die befürchtete Stigmatisierung seitens der Gesellschaft führt zu einer oft passiven Haltung der Eltern, nämlich wartet man einfach ab, ob sich das Kind wieder von alleine der Gesellschaft annähert. Falls sie überhaupt aus eigenem Antrieb Schritte einleiten, können zuvor lange Zeitspannen vergehen. Auch die traditionell enge Mutter-Kind-Beziehung trägt zu einer Verschleppung der Behandlung bei.

### Popkulturelle Aufarbeitung
Das Hikikomori-Phänomen findet seit geraumer Zeit auch Aufarbeitung in der Popkultur. So wird es beispielsweise in der japanischen Prekariatsliteratur, sowie in Medien wie Film, Anime und Manga thematisiert (NHK ni Yōkoso!).

## Symptome
Die Symptome des Hikikomori beginnen schleichend und führen bei Vollausprägung zum vollständigen Rückzug der Person aus der Gesellschaft. Dabei sind die wichtigsten Schritte Verlust der Lebensfreude, Verlust von Freunden, zunehmende Unsicherheit, Scheu und abnehmende Kommunikationsbereitschaft. In einer Fallstudie wurden die Symptome angegeben: fehlendes Vertrauen in Menschen (alle 35 untersuchten Fälle), dissoziative Identität (71 %), soziale Phobie (71 %), Schlafstörungen (66 %), emotionale Taubheit (66 %), somatische Beschwerden (54 %), Depression (46 %) und suizidale Gedanken (43 %).
Äußerlich sind Betroffene erkennbar, weil sie sich aus der Gesellschaft zurückziehen, auch wenn die Erscheinungsformen unterschiedlich sind. Die Betroffenen kapseln sich von der Umwelt ab, indem sie beispielsweise die meiste Zeit zu Hause verbringen, am Tag schlafen und dann vermehrt nachtaktiv sind. Einige schaffen es, ihr Zimmer nachts zu verlassen, andere verbringen auch die ganze Nacht vor dem Computer oder Fernseher.

## Behandlung
Das passive Verhalten zum Problem Hikikomori wird im Zusammenhang mit der erst spät herausgebildeten klinischen Psychologie in Japan gesehen: Bis in die 1980er-Jahre wurde Psychologie eher als „philosophy of education“ aufgefasst. Die verstärkte Entstehung von Einrichtungen klinischer Psychologie erfolgte erst in den letzten 30 Jahren und dies im Zusammenhang mit dem massiven Auftreten von Schulverweigern.
Immer mehr therapeutische Einrichtungen in Japan spezialisieren sich auf Hikikomori. Es gibt zwei Hauptrichtungen:
- Der psychiatrische Weg sieht meist einen längeren stationären Aufenthalt vor, um die Verhaltens- oder mentale Störung zu behandeln. Dabei werden auch Medikamente eingesetzt.
- Der sozialpädagogische Weg besteht aus einer Loslösung aus dem gewohnten Umfeld und der Integration in Wohngemeinschaften mit anderen Hikikomori, bei denen die länger Anwesenden den Neulingen helfen sollen, sich wieder der Gesellschaft anzunähern und eigenständig zu leben.

## Internationaler Vergleich und diagnostische Einordnung
Nach Bekanntwerden des Phänomens durch die Arbeiten des japanischen Psychologen Tamaki Saitō und den darauf erfolgenden internationalen Arbeiten wurde die These aufgegeben, dass Hikikomori ein kulturgebundenes und damit ausschließlich japanisches Phänomen sei. Jüngere Studien zeigen jedoch, dass Hikikomori nicht nur in Japan besteht, sondern in vielen Staaten bestätigt wird, so beispielsweise in Spanien, oder – wie eine andere Studie aufzeigte – in Australien, Bangladesch, Indien, Iran, Korea, Taiwan, Thailand und den Vereinigten Staaten. Generell wird davon ausgegangen, dass zu den Verhältnissen in den einzelnen Staaten das Engagement der Fachexperten sowie die Medienberichterstattung eine Rolle spielen. Im Fall der Vereinigten Staaten war beispielsweise die verstärkte Aufmerksamkeit auf die Veröffentlichung des Buches Shutting Out the Sun (von dem kanadischen Journalisten Michael Zielenziger) zurückzuführen, da mit diesem das Phänomen Hikikomori in englischsprachigen Ländern bekannt wurde. In Hongkong erregte Hikikomori 2014 Aufsehen, als ein Forschungsbeitrag darüber erschien. In Singapur wurde das Phänomen 2017 verstärkt bekannt, nachdem ein Hikikomori-Symposium der National University of Singapore stattfand.
Eine Hikikomori-Symptomatik kann vor dem Hintergrund der Diagnosen Soziale Phobie (F40.1) und/oder ängstlich-vermeidende Persönlichkeitsstörung (F60.6) entstehen; diese Diagnosen sind in der ICD-10 definiert, der Internationalen Klassifikation von Krankheiten der Weltgesundheitsorganisation, die auch in Japan benutzt wird.
Eine ähnliche Form des gesellschaftlichen Rückzugs stellen die NEETs dar (Not in Education, Employment or Training). Mit dieser im Vereinigten Königreich entstandenen, mittlerweile aber auch in ganz Asien verwendeten Abkürzung werden Personen bezeichnet, die weder arbeiten, studieren noch sich weiterbilden.